# Unimer
Unimer är ett företag som säljer plast- och gummiprodukter producerade i Kina för att hålla god vinst marginal med sina produkter. Företaget har tre affärsområden - industriprodukter som omfattar slangar, valsbeläggning och formgummiprodukter; byggsystem som omfattar tätningslister för låg friktion till skjut- och glidpartier t.ex. vid inglasning samt tillbehörsprodukter som omfattar båttillbehör som länspumpar, förtöjningsfjädrar och fordonstillbehör som elastiska fastspänningstillbehör som gummispännare. Kunderna finns till stor del inom industrin, byggsektorn samt för tillbehörsprodukterna i distributionsledet.
Lagerlokalen brann under 2011 ned tillsammans med hela varulagret i en eldsvåda som fick stor massmedial uppmärksamhet. Det följande året blev Unimers delägare och vd utsedd till årets företagare i Halmstad.